# 新居見町
新居見町（にいみちょう）は、徳島県小松島市の町名。郵便番号は773-0011。

## 地理
小松島市の北西部に位置する。新居見山地の北麓に位置し、北は東流する芝生川によって、田浦町・芝生町と相対している。
主として南部の山麓に農村集落が発達し、北部は芝生川に沿って湿田地帯が展開していたが、昭和53年度より、団体営新居見地区圃場整備事業により約20haに及ぶ地上げ工事を行い、昭和57年度に完了した。
新居見町は純農村で米作を主としながら、イチゴ等の施設園芸や酪農も行われている。

### 河川
- 芝生川

### 小字
| - 蛭子 - 片石 - 高内 - 月待 | - 西川 - 狭間 - 東山下 - 柳内 | - 山路 - 柚木 - 義方 - 蓮花寺 |  |

## 歴史
南部の芝生山に新居見城が築かれ、治承・寿永の乱の時期には近藤六親家の居城であった。源義経が小松島へ上陸したとき、伊勢義盛の説得に応じて、近藤六親家は義経の軍に加わり屋島へ先導した。

### 新居見村
新居見村は江戸期から明治22年にかけて勝浦郡に存在した村。江戸期は新居之見村とも称した。徳島藩領。
江戸期の小松島地方は御止野とされており、毎年春・秋には藩主や重臣の鷹狩りが行われた。特に、当村と日開野村の川辺には茅が繁茂していて、鳥類が多く、御召野と称されて、一般の人々の狩猟は厳禁されていた。
明治4年に徳島県、同年に名東県、明治9年に高知県を経て明治13年に再び徳島県に所属。

### 新居見
新居見は明治22年から昭和32年にかけて存在した大字名。はじめ小松島村、明治40年より小松島町、昭和26年からは小松島市の大字となる。
稲作を主体とした農業地域で、昭和初期から山林を開いて、温州ミカンの栽培が行われ、また副業としては莚・叺など藁加工品の生産が大正期から昭和20年頃まで行われていた。第二次世界大戦後、肉用牛の飼育が盛んになり、野菜・イチゴの栽培も行われるようになった。

### 新居見町
昭和32年より現在の町名となる。昭和57年の耕作反別は田33.3ha、畑2ha、果樹園9a、筍10aで、米・温州ミカン・筍のほかに肉用牛の飼育が行われ、複合的な農業が営まれている。

## 世帯数と人口
2022年（令和4年）7月31日現在の世帯数と人口は以下の通りである。
| 町丁     | 世帯数  | 人口  |
| -------- | ------- | ----- |
| 新居見町 | 142世帯 | 337人 |

## 小・中学校の学区
市立小・中学校に通う場合、学区は以下の通りとなる。
| 番地 | 小学校               | 中学校                 |
| ---- | -------------------- | ---------------------- |
| 全域 | 小松島市立児安小学校 | 小松島市立小松島中学校 |